# 邸宅

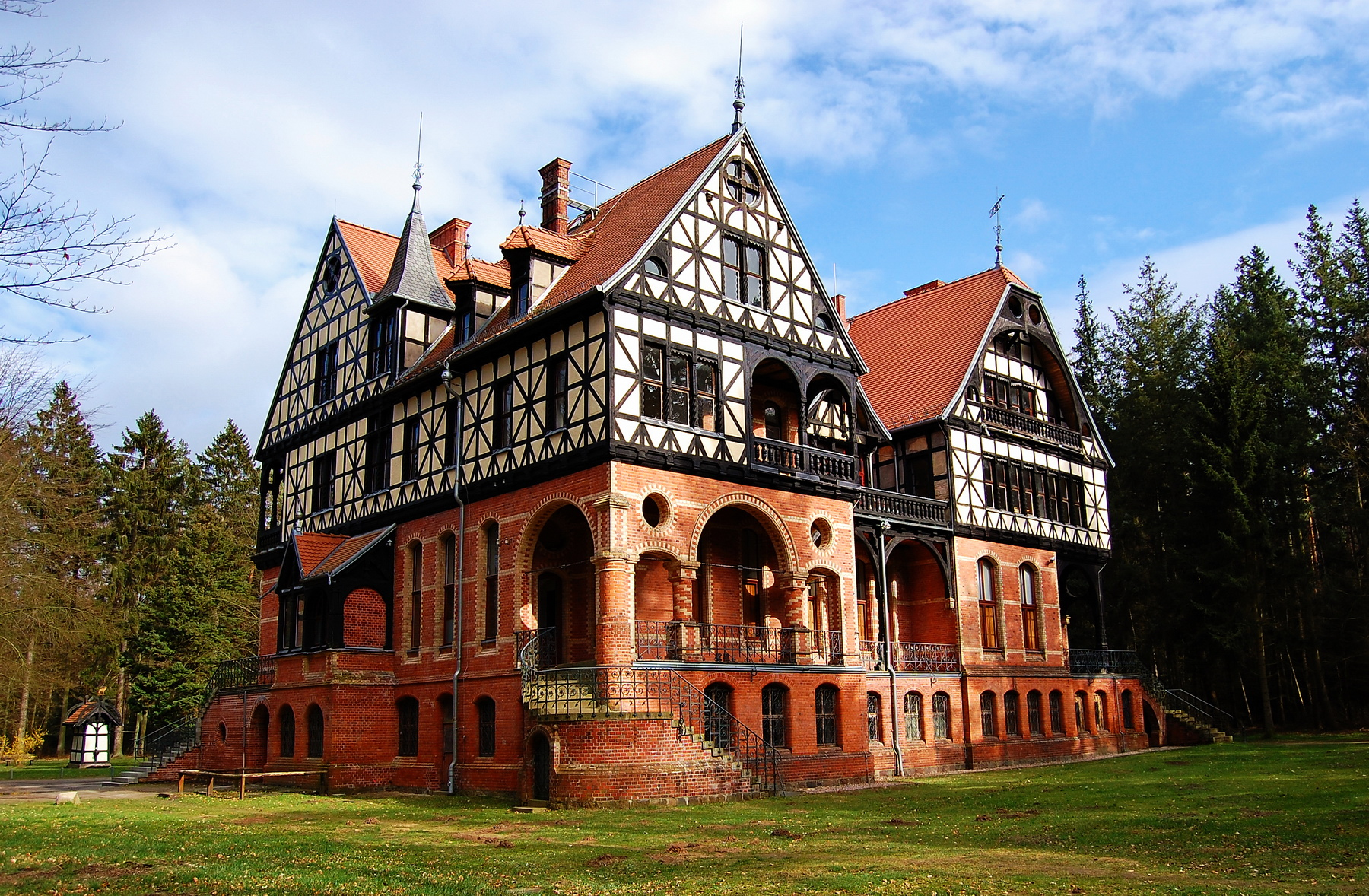
ドイツのロストック近郊にある、狩猟用に建てられた1885年のグリュンダーツァイト様式の邸宅であるゲルベンサンデマナー。

邸宅（ていたく、英：mansion）は、大きな住居・住宅の意。

## 語源
単語自体は、古フランス語からラテン語のmansio "dwelling"に由来している。これは動詞manere "todwell"から派生した抽象名詞で、英語の単語manse（牧師館）、ローマや中世のヴィラとの比較ではない、マナー・ハウスは同じルーツから来ている（そこに「残る」領主に与えられた領土の所有物の意味）。
イギリス英語では、マンションブロック（mansion block）は壮大な外観をもって設計されたアパートまたはマンションハウスを指しており  、香港や日本を含むアジアの多くの地域では、マンションという言葉はこうしたマンションハウスのことも示している。
現代の日本では、英語mansion由来の「マンション」（manshon）は、集合住宅やマンションを指す語として使用されている。また「邸宅」は、豪邸や屋敷、館とほぼ同義に扱われている。なお日本の刑法で「邸宅」は、別の意味を指すことが知られる。
- Louhisaariマナー、パラディオ様式のカントリーハウスで、17世紀に。Masku 、フィンランド [4]。
- イギリスのハーラクストンマナーは、19世紀のルネッサンス、チューダー、ゴシック建築の邸で、歴史主義の邸宅建築の人気のある形式であるヤコベサンを生み出した。
- ルネッサンスリバイバルスタイルで建てられたロードアイランド州ニューポートのブレーカーズは、米国で最も有名な19世紀の邸宅の1つ。
- パラディオ風のゾンネビーク（1907）、エンスヘーデ、オランダ。
- Quinta Gamerosは、メキシコのチワワにあるポルフィリアン時代の邸宅。フランス風に設計されたこの建物は、フランスがスペインやポルトガルよりもこの地域でより大きなソフト・パワーを主張した時代の証。
- ヴィチェンツァ近くのヴィラロトンダなどのルネッサンスヴィラは、特に工業化の間、後の多くの邸宅にインスピレーションを与えた。